# Communistische Partij van Oostenrijk
De Communistische Partij van Oostenrijk (Duits: Kommunistische Partei Österreichs, KPÖ) is een communistische politieke partij in Oostenrijk. 
De partij werd opgericht in 1918 en was tussen 1933 en 1945 verboden. Van 1945 tot 1959 was ze vertegenwoordigd in de Nationale Raad en tot 1970 in meerdere Landtage. Sinds 2005 is ze opnieuw aanwezig in de Landtag van Stiermarken en sinds 2023 ook in die van de deelstaat Salzburg. Sinds 2021 levert KPÖ de burgemeester van Graz in Stiermarken. Het is anno 2024 de grootste politieke partij die niet in het nationale parlement is vertegenwoordigd.

## Lokaal

Elke Kahr werd in 2021 burgemeester van Graz.

### Stiermarken en Graz
De partij kreeg een uitzonderlijke 20% van de stemmen in de lokale verkiezingen in Graz in 2003. In 2005 keerde de partij terug naar een deelstaatparlement, voor het eerst in 35 jaar, na het winnen van 6,3% van de stemmen in Stiermarken. Tijdens de lokale verkiezingen in de gemeente Graz op 26 september 2021 behaalde de partij 28,9% van de stemmen, waarmee de partij haar eigen record uit 2003 verbrak, het jaar waarin de KPÖ sindsdien in de gemeenteraad van Graz vertegenwoordigd is. De overwinning in 2021 was vooral te danken aan KPÖ-activiste Elke Kahr, die jarenlang wethouder huisvesting was, zich steeds inzette voor de 'gewone mensen' en nu de nieuwe burgemeester van Graz is. Zij versloeg Siegfried Nagl van de conservatieve ÖVP, die na 18 jaar zijn burgemeestersambt moest neerleggen.

### Salzburg

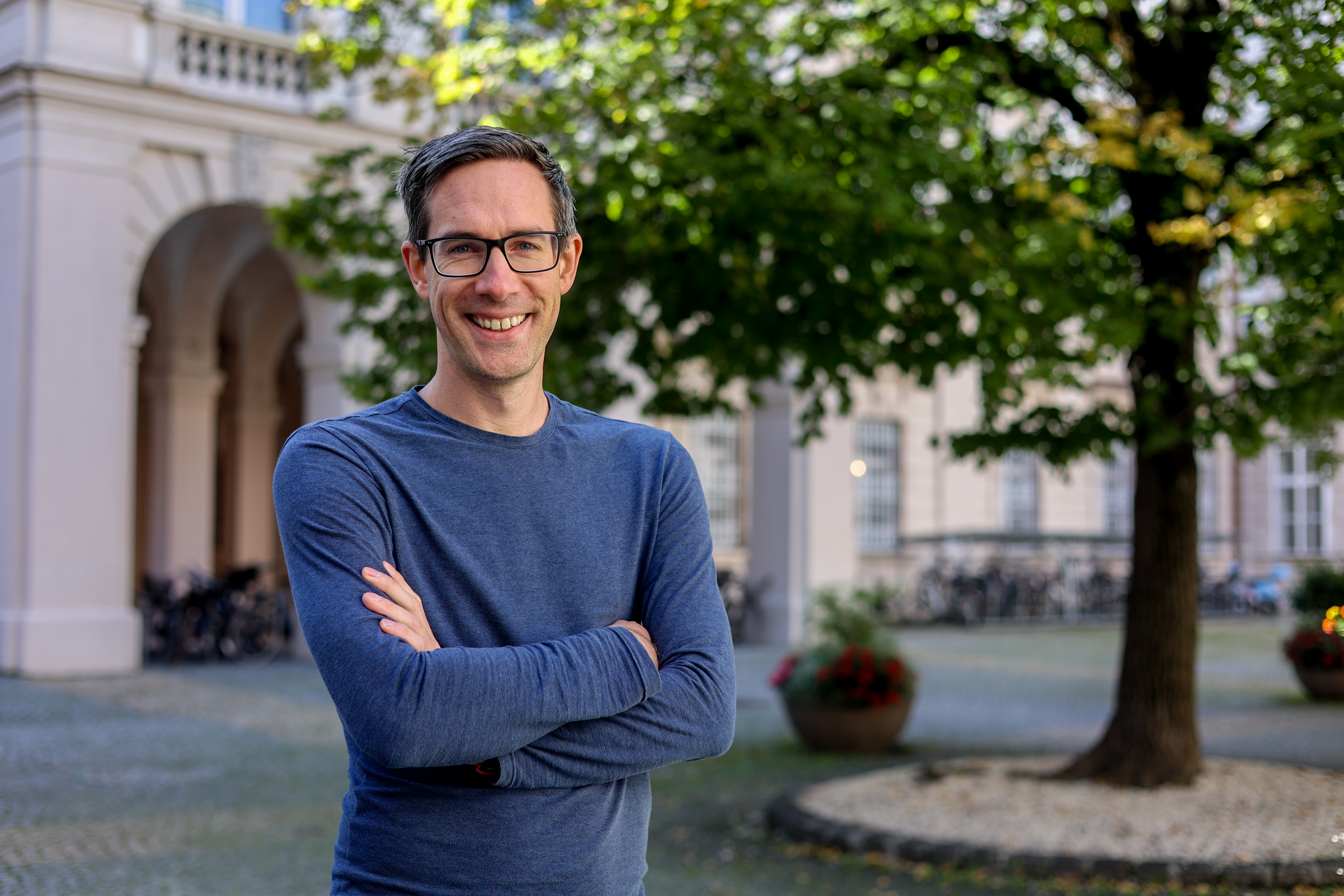
Met lijsttrekker Kay-Michael Dankl behaalde de KPÖ 11,7% in de staat Salzburg in 2023 en 23,1% in de stad Salzburg in 2024.

In 2023 brak de partij onder de noemer KPÖ+ (KPÖ PLUS) door in de staat Salzburg. Van 0,4% in 2018 peilde ze 4 à 6% in de opiniepeilingen voor de verkiezingen. Uiteindelijk behaalde ze 11,7%, waarmee KPÖ de vierde partij werd en de sterkste groeier. Ze behaalde daarmee 4 zetels in de Landtag, waar ze al 74 jaar niet meer vertegenwoordigd was. De lijst werd getrokken door Kay-Michael Dankl.
Bij de lokale verkiezingen begin 2024 behaalde KPÖ 23,1% van de stemmen in de stad Salzburg, na de centrumlinkse SPÖ die 25,6% behaalde. Daarmee won de KPÖ 10 zetels in de gemeenteraad, een stijging van 9. Gelijktijdig behaalde de kandidaat voor KPÖ, Dankl, bij de burgemeestersverkiezing 28,0%, na 29,4% voor Bernhard Auinger van de SPÖ, waarmee Dankl en Auinger doorgaan naar een tweede ronde. In de tweede ronde won Auinger met 62,5% van Dankl.

### Innsbruck
Bij de lokale verkiezingen in Innsbruck in Tirol in april 2024 behaalde KPÖ+ 6,72% en bijgevolg één zetel in de gemeenteraad.